# Élections législatives de 1973 en Nouvelle-Calédonie et dépendances
Les élections législatives françaises de 1973 se déroulent les 4 et 11 mars. Dans le territoire de la Nouvelle-Calédonie et dépendances, un député est à élire dans le cadre d'une circonscription.

## Élus
| Circonscription        | Député sortant | Parti | Parti | Député élu ou réélu | Parti | Parti |
| ---------------------- | -------------- | ----- | ----- | ------------------- | ----- | ----- |
| Circonscription unique | Rock Pidjot    |       | UC    | Rock Pidjot         |       | UC    |

## Résultats

### Résultats à l'échelle du territoire
| Parti                 | Parti                        | Premier tour | Premier tour | Second tour | Second tour | Siège |
| Parti                 | Parti                        | Voix         | %            | Voix        | %           | Siège |
| --------------------- | ---------------------------- | ------------ | ------------ | ----------- | ----------- | ----- |
|                       | Mouvement libéral calédonien | 16 040       | 44,15        | 18 316      | 48,13       | 0     |
|                       | Divers droite                | 935          | 2,57         |             |             | 0     |
|                       | Autonomistes                 | 16 975       | 46,72        | 18 316      | 48,13       | 0     |
|                       |                              |              |              |             |             |       |
|                       | Union calédonienne           | 15 297       | 42,11        | 19 741      | 51,87       | 1     |
|                       | Indépendantistes             | 15 297       | 42,11        | 19 741      | 51,87       | 1     |
|                       |                              |              |              |             |             |       |
|                       | Divers                       | 4 058        | 11,17        |             |             | 0     |
|                       |                              |              |              |             |             |       |
| Inscrits              | Inscrits                     | 52 930       | 100,00       | 52 936      | 100,00      | 1     |
| Abstentions           | Abstentions                  | 16 600       | 31,36        | 14 879      | 28,11       |       |
| Votants               | Votants                      | 36 330       | 68,64        | 38 057      | 71,89       |       |
| Blancs et nuls        | Blancs et nuls               | 0            | 0            | 0           | 0           |       |
| Exprimés              | Exprimés                     | 36 330       | 100          | 38 057      | 100         |       |
| Source : data.gouv.fr |                              |              |              |             |             |       |

### Résultats par circonscription
| Candidat                                              | Candidat                  | Parti          | Premier tour | Premier tour | Second tour | Second tour |  |
| Candidat                                              | Candidat                  | Parti          | Voix         | %            | Voix        | %           |  |
| ----------------------------------------------------- | ------------------------- | -------------- | ------------ | ------------ | ----------- | ----------- |  |
|                                                       | Jean Lèques               | MLC (EDS, UD)  | 16 040       | 44,15        | 18 316      | 48,13       |  |
|                                                       | Rock Pidjot sortant réélu | UC             | 15 297       | 42,11        | 19 741      | 51,87       |  |
|                                                       | Yann Céléné Uregeï        | Divers         | 4 058        | 11,17        |             |             |  |
|                                                       | Henri Martinet            | Divers droite  | 935          | 2,57         |             |             |  |
|                                                       |                           |                |              |              |             |             |  |
| Inscrits                                              | Inscrits                  | Inscrits       | 52 930       | 100,00       | 52 936      | 100,00      |  |
| Abstentions                                           | Abstentions               | Abstentions    | 16 600       | 31,36        | 14 879      | 28,11       |  |
| Votants                                               | Votants                   | Votants        | 36 330       | 68,64        | 38 057      | 71,89       |  |
| Blancs et nuls                                        | Blancs et nuls            | Blancs et nuls | 0            | 0            | 0           | 0           |  |
| Exprimés                                              | Exprimés                  | Exprimés       | 36 330       | 100          | 38 057      | 100         |  |
| Source : Cahiers du communisme, vol. 49, 1973, 351 p. |                           |                |              |              |             |             |  |